# IATF 16949
IATF 16949:2016 je standard řízení kvality pro automobilový průmysl. Standard vytvořila skupina IATF a zveřejněný byl 1. října 2016 s cílem zaručit kvalitu výrobků napříč dodavatelským řetězcem automobilek. Procesně se orientuje na neustálé zlepšování výroby, zamezení plýtvání a prevenci defektů. Standard je postaven na základech existujícího standardu kvality ISO 9001, který doplňuje o požadavky automobilového průmyslu. Svým zavedením nahradil standard ISO/TS 16949 a stal se tak mezinárodním standardem pro systémy řízení kvality v automobilovém průmyslu.